# مندورو
مِنْدُورُو سابع أكبر جزيرة في الفلبين. تقع قبالة سواحل لوزون، وشمال بالاوان، والساحل الجنوبي لمندورو يشكل الجزء الشمالي لبحر سولو.

## اقرأ كذلك
- جاموس مندورو القزم
- زلزال مندورو 1994